# Fehér Károly (színművész)
Fehér Károly (Csernő, Trencsén megye, 1860 körül vagy 1864 – Fogaras, 1945. október) színész, színigazgató.

## Pályafutása
1881-ben lépett fel először Grimm János társulatában. (Schwarcz) Fekete Miksa nagyszebeni színtársulatában 1898-ban Sepsiszentgyörgyön, 1900-ban Mezőberényben és Alsó-Lendván játszott.
1901-től dolgozott színigazgatóként. Társulatával 1901–02-ben Galgócon, Zsolnán, Zólyomban, 1902–03-ban Bártfán, Vágújhelyen, Siklóson, 1903–1905 között a Dunántúl déli részén, 1905-től 1909-ig Fogaras, Brassó, Háromszék, Csík és Udvarhely megyék kisebb helységeiben, 1909–1911 között Szászrégenben, Dicsőszentmártonban, Nagyenyeden, Fogarason, Kézdivásárhelyen szerepelt. 1905. november 15-én vonult be Sepsiszentgyörgyre társulatával, ahol több évre szóló pályázatot nyert, amit az 1911–1912-es évadig – amikor is helyette, bár az évben is pályázott, a színikerület elnöksége Tompa Kálmánt kérte fel – többször megerősítettek és melyben más társulatoknak is játszási lehetőséget biztosított. 1910 nyarán Kovásznán, Tusnádon, Előpatakon és Kézdivásárhelyen szerepelt társulatával, ahonnan Nagyenyedre mentek. 1911 júliusában is átmentek Kovásznára. Megalakulásától, az 1909–1911-es években, és a megelőző próbaévtől (1908) kezdve az erdélyrészi II. színikerület igazgatója volt. 1912 márciusában Vulkánon állomásoztak. 1911–12-ben az egész ország területére érvényes engedéllyel rendelkezett. 1912. június 1-jén vonult vissza.
Az ő rendezésében mutatták be műkedvelők Fogarason 1923. november 13-án Follinus Aurél Náni című énekes népszínművét, 1925. októberben a Dolovai nábob leányát, valamint 1925. november 28-án a Vén gazember című vígjátékot. 1929-ben rendezte az Ábris rózsája c. színdarabot. Idős korában Fogarason élt, ahol színvonalas műkedvelőket nevelt. Egész Erdély magyarsága mint a magyar művelődés lelkes apostolát ismerte. Nyolcvanöt éves korában halt meg.
Neje Medgyaszay Ilona színésznő volt.